# ريكاردو كريبز
ريكاردو كريبز (بالإسبانية: Ricardo Krebs)‏ هو مؤرخ وأستاذ جامعي تشيلي، ولد في 2 ديسمبر 1918 في فالبارايسو في تشيلي، وتوفي في 23 ديسمبر 2011 في سانتياغو في تشيلي.
انضم كريبز إلى مدرسة التربية التي تأسست حديثًا في الجامعة البابوية الكاثوليكية في تشيلي. حيث كان مسؤولاً عن دورة التاريخ العالمي. كان كريبز، باعتباره من مواليد فالبارايسو، قد أمضى حياته المهنية حتى ذلك الحين في ألمانيا، وبالتالي كان معزولًا إلى حد ما مع وجود عدد قليل من الاتصالات في سانتياغو.